# Xã Fern Valley, Quận Palo Alto, Iowa
Xã Fern Valley (tiếng Anh: Fern Valley Township) là một xã thuộc quận Palo Alto, tiểu bang Iowa, Hoa Kỳ. Năm 2010, dân số của xã này là 199 người.